# Дулут (Джорджія)
Дулут (англ. Duluth) — місто (англ. city) в США, в окрузі Гвіннетт штату Джорджія. Населення — 31 873 особи (2020).

## Географія
Дулут розташований за координатами 34°0′5″ пн. ш. 84°9′2″ зх. д. / 34.00139° пн. ш. 84.15056° зх. д. (34.001517, -84.150473).  За даними Бюро перепису населення США в 2010 році місто мало площу 26,29 км², з яких 25,89 км² — суходіл та 0,41 км² — водойми.

## Демографія
Згідно з переписом 2010 року, у місті мешкало 26 600 осіб у 10 555 домогосподарствах у складі 6872 родин. Густота населення становила 1012 особи/км².  Було 11313 помешкання (430/км²).
Расовий склад населення:
| - 48,7 % — білих - 22,3 % — азіатів - 20,2 % — чорних або афроамериканців - 0,4 % — корінних американців - 0,1 % — вихідців з тихоокеанських островів - 5,2 % — осіб інших рас |

До двох чи більше рас належало 3,1 %. Частка іспаномовних становила 14,0 % від усіх жителів.
За віковим діапазоном населення розподілялося таким чином: 24,5 % — особи молодші 18 років, 68,3 % — особи у віці 18—64 років, 7,2 % — особи у віці 65 років та старші. Медіана віку мешканця становила 35,2 року. На 100 осіб жіночої статі у місті припадало 91,7 чоловіків;  на 100 жінок у віці від 18 років та старших — 87,9 чоловіків також старших 18 років.
Середній дохід на одне домашнє господарство  становив 73 220 доларів США (медіана — 55 660), а середній дохід на одну сім'ю — 82 881 долар (медіана — 67 094). Медіана доходів становила 50 692 долари для чоловіків та 41 254 долари для жінок. За межею бідності перебувало 15,4 % осіб, у тому числі 20,0 % дітей у віці до 18 років та 12,7 % осіб у віці 65 років та старших.
Цивільне працевлаштоване населення становило 13 985 осіб. Основні галузі зайнятості: освіта, охорона здоров'я та соціальна допомога — 15,6 %, науковці, спеціалісти, менеджери — 14,6 %, мистецтво, розваги та відпочинок — 11,4 %, роздрібна торгівля — 10,3 %.